# Крупский, Миколай
Миколай Крупский (пол. Mikołaj Krupski; Николай Антонович Крупский,  род. 25 ноября 1919, с. Пялики, Дисненский уезд, Польша, ум. 19 октября 2018 в Варшаве) — бригадный генерал гражданской милиции Польши и подполковник Вооруженных Сил Польши, руководящий работник органов государственной безопасности народной Польши, директор ІІ-го Департамента (контрразведка) Министерства внутренних дел Польской Народной Республики, начальник Генеральной инспекции Министерства внутренних дел Польской Народной Республики.

## Биография
25 сентября 1919 г. — родился в поселке Пялики Дисненского уезда Виленского воеводства Польши (ныне - агрогородок Пялики Шарковщинского района Витебской области Республики Беларусь). Белорус. Из крестьян.
Его отцом был Антон Антонович Крупский (1873 - после 1950 года), а матерью   - Мария Федоровна (1883- после 1950 г.). Имел старшую сестру Анну (1918 г.р.) и брата Михаила (1923 г.р.).
С ноября 1940 г. —  служил в Красной Армии.
В сентябре 1941 г. — служил в военно-строительном батальоне на территории СССР.
В марте – июле 1944 г. учился в школе НКВД СССР в Куйбышеве, ставшей кузницей кадров для правоохранительной системы Польши на начальном этапе строительства режима народной демократии.
В июле-августе 1944 года проходил практику в контрразведке «СМЕРШ» на территории УССР  (Житомирская область).
С 17 августа 1944 г. следователь, затем начальник секции воеводского Управления общественной безопасности (далее по тексту - УОБ) в Белостоке. С января 1945 г. – в воеводском УОБ в Лодзи: начальник опергруппы, затем следственной секции, с 10 июня 1945 г. – заместитель начальника , с 29 сентября 1945 г. – начальник I отдела (контрразведки), с 16 февраля 1946 г. – начальник III отдела (по борьбе с бандитизмом), с 1 марта 1947 г. – начальник V отдела (секретно-политического), капитан.                          В дальнейшем сделал следующую карьеру:
заместитель начальника воеводского УОБ в Лодзи (1 февраля – 4 августа 1948 г.), майор. В период работы в УОБ по г.Лодзь, его руководителем являлся известный в дальнейшем государственный и политический деятель национал-коммунистической ориентации  Мечислав Мочар (1913-1986), что, как представляется, оказало определяющее влияние на карьеру М.Крупского в МВД ПНР;
начальник воеводского УОБ в Быдгоще (5 августа 1948 – 12 февраля 1950 г.);
начальник воеводского УОБ в Люблине (15 февраля 1950 – 14 января 1953 г.);
заместитель директора III Департамента (по борьбе с бандитизмом) Министерства общественной безопасности ПНР (15 января 1953 – 1 июня 1954 г.);
заместитель начальника Инспекции Министра общественной безопасности ПНР (1 июня – 14 августа 1954 г.);
секретарь вице-министра общественной безопасности – заместителя председателя Комитета по делам общественной безопасности при СМ ПНР Я.Птасиньского (1954 – 1955 г.);
начальник городского УОБ по г. Варшава (1 июля 1955 – 14 января 1957 г.), подполковник;
в распоряжении директора Департамента кадров и обучения (1957 – 1960 г.), слушатель Академии Генштаба Войска Польского в Варшаве;
заместитель начальника Политуправления Войск пограничной охраны (26 сентября 1960 – 30 апреля 1961 г.);
заместитель директора I Департамента (внешняя разведка) МВД ПНР (1 мая 1961 – 4 февраля 1965 г.), полковник;
директор II Департамента (контрразведка) МВД ПНР (4 февраля 1965 – 9 мая 1973 г.);
начальник Главной инспекции Министра внутренних дел ПНР (10 мая 1973 – 31 мая 1988 г.).
В октябре 1974 года М.Крупскому присвоено звание генерала бригады гражданской милиции.
В 1944-1948 годах принимал участие в боях с "бандами и представителями реакционного подполья». По данным Института национальной памяти, в приказе МОБ ПНР № 020/50 от 12 апреля 1950 г. имеются сведения о применении запрещенных методов расследования в отношении задержанных сотрудниками воеводского УОБ в Быдгоще и его местных подразделений в Быдгоще и Торуни польских граждан. Майор М.Крупский был наказан за вышеуказанное  выговором с предупреждением (ИПН БУ 03088/10, глава III, лист 69). В дальнейшем, как в годы польской оттепели (1957- начало 1960-х годов), так и после падения режима народной демократии в 1989 г., М.Крупский к уголовной ответственности за свою профессиональную деятельность не привлекался, никаких обвинений в незаконных репрессиях, либо недозволенных методах оперативной или следственной работы, ему не предъявлялось.
По свидетельству современников, М.Крупский придерживался ортодоксально-марксистских взглядов, был убежденным сторонником польско-советского сотрудничества.
В период работы директором II Департамента (контрразведка) МВД ПНР направлялся в командировки за рубеж: с 18.09.1967 по 20.09.1967 в Чехословакию; с 10 марта 1969 г. по 18 марта 1969 г., с 9 июня 1969 г. по 12 июня 1969 г., с 22 августа 1972 г. по 26 августа 1972 г. и с 16 октября 1973 г. по 19 октября 1973 г. в СССР; с 01.04.1969 по 25.04.1969 на Кубу; с 16 июня 1969 г. по 20 июня 1969 г. в Болгарию; с 12 февраля 1970 г. по 22 марта 1970 г. во Вьетнам, Индию, Непал, Японию и Францию; с 16 июня 1970 г. по 18 июня 1970 г. в Румынии.
В апреле 1975 года М.Крупский исполнял обязанности провинциального уполномоченного министра внутренних дел ПНР по вопросам организация взаимодействия частей Министерства обороны и органов службы безопасности МВД по  городу Варшава.

## Семья
Женат с 1948 года, супругу звали Ромуальда.
В августе 1949 году в г.Быдгощ родился сын Ежи/Юрий. В 1975-1990 гг. являлся сотрудником центрального аппарата МВД ПНР, майор.

## Награды
- Орден «Крест Грюнвальда» III класса[3].
- Серебряный крест Заслуги[4]